# Chronica regia Coloniensis

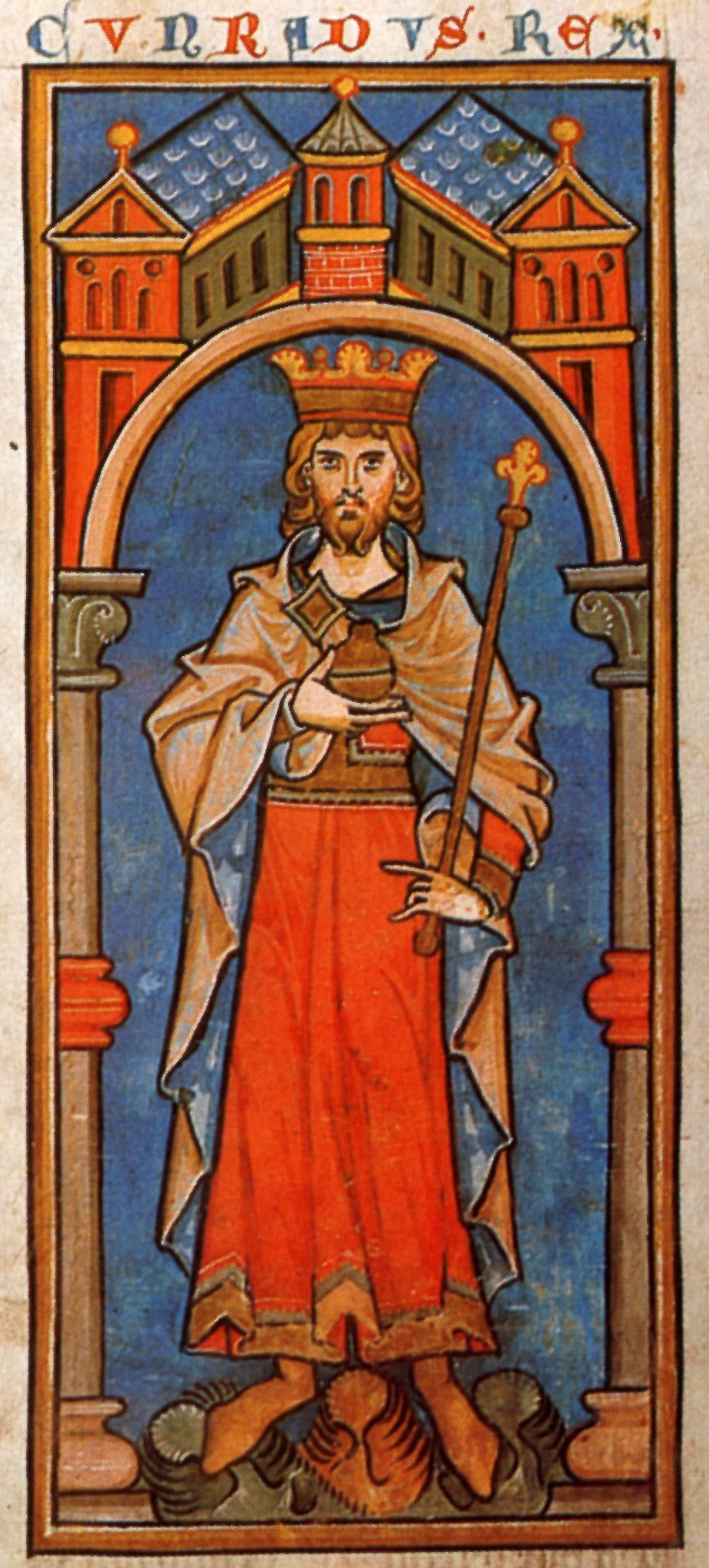
König Konrad III. Miniatur aus der Kölner Königschronik (13. Jahrhundert), Brüssel, Bibliotheque Royale, Ms. 467, fol. 64v.

Die Chronica regia Coloniensis (dt.: Kölner Königschronik) ist ein im 12. und 13. Jahrhundert entstandenes Geschichtswerk.
Es ist als Reichsgeschichte konzipiert, enthält aber auch zahlreiche Informationen von regionalgeschichtlicher Relevanz, insbesondere aus dem Bereich des Kurfürstentums Köln.
Der Text wurde, aus mehreren überlieferten Handschriften kompiliert, im Jahr 1861 von Karl August Friedrich Pertz (1828–1881) in den Monumenta Germaniae Historica (MGH SS 17 und MGH SS rer. Germ. 18) ediert. Karl Platner übersetzte ihn auf dieser Basis ins Deutsche. Wilhelm Wattenbach brachte dazu im Jahr 1896 die zweite, neu bearbeitete und vermehrte Auflage.
Man glaubte lange Zeit, so ist es auch im Verfasserlexikon und im Lexikon des Mittelalters nachzulesen, dass ein Kölner Domherr Verfasser der Ursprungsversion gewesen sei. Manfred Groten verortet die Herkunft der Chronik in seinem Aufsatz von 1997 ins Kloster Siegburg; dem hat Carl August Lückerath allerdings widersprochen.
Weil in der Kölner Königschronik die Albigenser stets als Beggini bezeichnet werden, war sie die Quellengrundlage für die z. B. von Herbert Grundmann vertretene, aber heute als widerlegt geltende These, der Begriff Begine leite sich von den Albigensern ab.